# Botschaft El Salvadors in Berlin

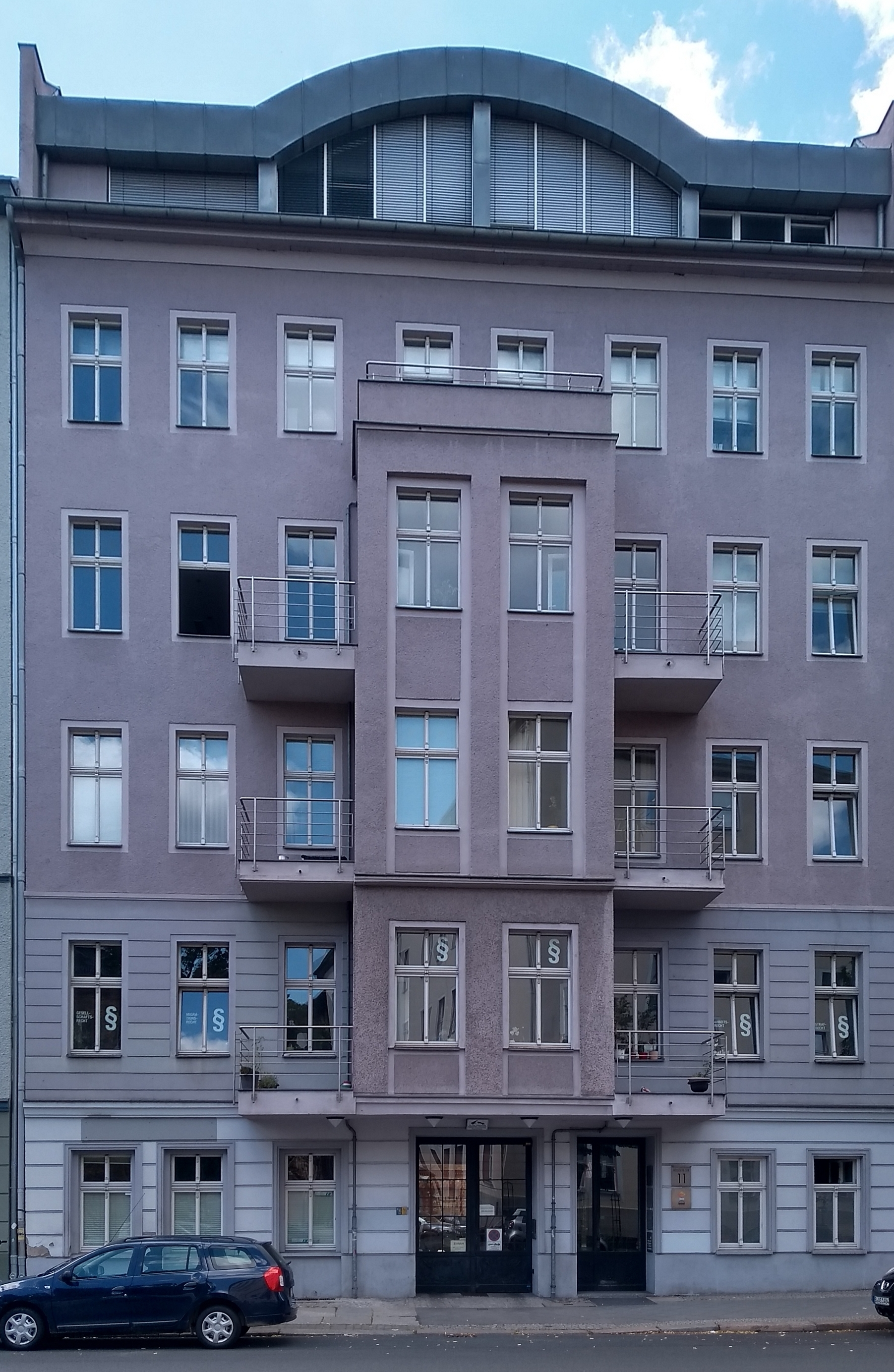
Botschaft Hessische Straße 11

Die Botschaft El Salvadors in Berlin ist die diplomatische Vertretung der Republik El Salvador in Deutschland. Sie befindet sich in der Hessischen Straße 11 im Ortsteil Mitte des gleichnamigen Bezirks.
Botschafterin ist seit dem 16. Oktober 2017 Florencia Vilanova de von Oehsen.
El Salvador unterhält Honorargeneralkonsulate in München und Neuss sowie Honorarkonsulate in Hamburg, Kiel und Tübingen.

## Geschichte der diplomatischen Beziehungen
Am 25. August 1952 nahmen El Salvador und die Bundesrepublik Deutschland diplomatische Beziehungen auf. Die Botschaft befand sich zuletzt in der Adenauerallee 238 in Bonn. Aufgrund des Umzugs von Bundestag und Regierung nach Berlin verlegte auch die Botschaft El Salvadors im Jahr 2000 ihren Sitz in die neue deutsche Hauptstadt, zunächst in die Joachim-Karnatz-Allee 45–47 in Berlin-Moabit. Heute (Stand: 2023) befindet sie sich in der Hessischen Straße 11 in Berlin-Mitte.
Zwischen El Salvador und der DDR bestanden keine diplomatischen Beziehungen.

## Botschafter (seit 2010)
- 2010, 28. Mai: Anita Cristina Escher Echeverría
- 2015, 24. April: José Atilio Benítez Parada[5]
- 2017, 16. Oktober: Florencia Vilanova de von Oehsen[6]

## Gebäude
Die Botschaft El Salvadors befindet sich in einem neuerrichteten vierstöckigen Wohn- und Bürohaus in der Hessischen Straße 11 in Berlin-Mitte.